# 中国人民解放军冰上训练基地
中国人民解放军冰上训练基地位於中国辽宁省沈阳市昭陵东，隶属中央军委训练管理部军事体育训练中心，是用於冰上体育项目训练和比赛的场馆。

## 简介
1996年10月，在军委总部及沈阳军区支持下，一座占地面积44600平方米，集室外标准400米速滑场、国际标准短道速滑馆、综合楼、变电所、制冷机房于一体的“中国人民解放军冰上训练基地”在沈阳昭陵东建成。2005年底，在国家体育总局、总部和沈阳军区帮助下，在原400米室外标准速滑场的基础上投资1200多万元新建的“八一速滑馆”完工，建筑面积15500平方米，成为中国人民解放军第一座室内滑冰场。2007年初，国际滑联速度滑冰技术委员会主席创·埃斯皮利在世界速度滑冰锦标赛亚洲杯资格预选赛前，从挪威到中国人民解放军冰上训练基地考察，赞扬该训练基地场馆有能力承接世界级比赛任务。截至2009年，中国人民解放军冰上训练基地先后承办国内外重大比赛30多场次。2007年12月主办2008年速度滑冰世界全能锦标赛亚洲区资格赛暨亚洲速度滑冰锦标赛，是该训练基地首次主办洲际赛事。中華人民共和國第十一屆運動會的速度滑冰及短道速滑比赛也在該場館進行。
中国人民解放军冰上训练基地也是花樣滑冰、短道速滑及速度滑冰等冰上運動隊伍的訓練基地，有時也作為中國國家冰上運動隊的訓練基地。
中国人民解放军冰上训练基地这座场馆本由隶属沈阳军区的机构“中国人民解放军冰上训练基地”管理。2017年，在深化国防和军队改革中，该机构转隶中央军委训练管理部军事体育训练中心，这座场馆乃转隶该中心。